# Bror Jeurling
Bror Anders Jeurling, född 25 februari 1881 i Karlstad i Värmland, död 25 september 1949 i Atlantic City i New Jersey i USA, var en svensk-amerikansk ingenjör, teaterdekoratör, målare och tecknare.
Han var son till redaktören Anders Elis Jeurling och Maria Sophia Andersson, han var under en period gift med Flora Emma Brownell.  
Efter ingenjörsutbildning i Mittweida Tyskland anställdes han som ingenjör vid Baldwin Locomotive Works och därefter vid Monotype Machine i Philadelphia. Han lämnade sin anställning för att arbeta med mer skapande verksamhet. Han utförde teckningar för flera svenska tidningar och vanligt stafflimåleri i olja eller pastell. Men hans huvudsakliga verksamhet bestod i teaterdekorationer, för Oscar Hammerstein utförde han ett flertal operadekorationer, för Milton Shubert utförde han dekorationerna till bland annat The Student Prince och för Deems Taylor utförde han dekorationerna till operan The King´s Henchman med flera operor. 